# Siegfried Abberger
Siegfried Abberger (* 20. Jahrhundert) ist ein deutscher Chemiker und Hochschullehrer.

## Leben
Siegfried Abberger wurde 1972 an der Fakultät für Chemie und Pharmazie der Universität Freiburg i. Br. zum Dr. rer. nat. promoviert. Das Thema seiner Dissertation lautet Präparative, röntgenographische und radiochemische Untersuchungen an Trikalium-Chlorid-Hexafluororhenat (IV), K3Cl[ReF6], und β-Kaliumhexafluororhenat [Beta-Kaliumhexafluororhenat], β-K2ReF6.
Er wurde Professor für Chemie an der Pädagogischen Hochschule Freiburg  und gehörte zeitweise dem Senat und dem Fakultätsrat an.

## Veröffentlichungen (Auswahl)
Zu den Hauptwerken von Siegfried Abberger zählt das Schulbuch Energie, Stoff, Leben für die 5./6. Klasse, an dessen Konzeption er hauptsächlich mitwirkte und das im Herder Verlag in Freiburg im Breisgau ab 1976 in mehreren Auflagen erschienen ist.